# Jules-Émile-François Hervé de Beaulieu
Jules-Émile-François Hervé de Beaulieu (* 16. September 1752 in Rannée; † 24. September 1807 in Redon) war ein französischer Rechtsanwalt und Politiker.

## Biografie
Jules-Émile-François Hervé de Beaulieu wurde in eine alte einheimische Bürgerfamilie des Anjou geboren.
Sein Vater war Joseph Luc Hervé de Beaulieu (1711–1794), ein Höfling in Redon. Seine Mutter war Emilia-Agathe Bigot Maubuson, geboren 24. April 1720.
Vor der Revolution war er als Rechtsanwalt für die East India Company.
Im Jahr 1791 war er im Finanzministerium Frankreichs aktiv und ersetzte dann Antoine Duranthon vom 19. Juni bis zum 29. Juli 1792 als Finanzminister.
Kurzfristig wurde er in der Zeit der Terreur verhaftet und vertrat dann die 132 von Nantes. Nach der Revolution zog er sich in sein Herrenhaus in Beaulieu-la-Garenne zurück.
| Vorgänger         | Amt                                        | Nachfolger             |
| ----------------- | ------------------------------------------ | ---------------------- |
| Antoine Duranthon | Finanzminister 18. Juni 1792–29. Juli 1792 | René Delaville-Leroulx |

| Personendaten    | Personendaten                            |
| ---------------- | ---------------------------------------- |
| NAME             | Beaulieu, Jules-Émile-François Hervé de  |
| KURZBESCHREIBUNG | französischer Rechtsanwalt und Politiker |
| GEBURTSDATUM     | 16. September 1752                       |
| GEBURTSORT       | Rannée                                   |
| STERBEDATUM      | 24. September 1807                       |
| STERBEORT        | Redon                                    |